# Tekken: Bloodline
Tekken: Bloodline је аниме телевизијска серија настала по серијалу видео-игара Tekken који је објавио Bandai Namco Entertainment. У одређеној мери прати хронологију догађаја видео-игре Tekken 3 из 1997. и усредсређује се на младог борца Џина Казаму у свом походу да победи Огра, створење које му је убило мајку Џун. Џина обучава његов деда Хеихачи Мишима, који је домаћин борбеног турнира под називом Краљ гвоздене песнице. Састоји се од шест епизода, а приказана је 18. августа 2022. године путем платформе Netflix.
Настала је као прича о одрастању Џина, нешто што је редитељ серијала видео-игара Кацухиро Харада желео да нагласи, пошто Tekken 3 није наглашавао Џинову прошлост. Серију је режирао Јошиказу Мијао, који је желео да на прави начин прикаже Џинову трагичну причу.
Добила је помешане рецензије због свог кратког трајања, пружајући мало времена већини ликова осим Џина и уместо тога наглашавајући сцене борбе. Доведен је у питање стил и квалитет анимације.

## Синопсис
Након што су моћни непријатељ преотме дом, темпераментни борац започне обуку са својим ватреним дедом и чека прилику за освету.

## Улоге
| Улога          | Јапански глас     | Енглески глас      |
| -------------- | ----------------- | ------------------ |
| Џим Казама     | Ишин Чиба         | Каиџи Танг         |
| Џун Казама     | Мамико Ното       | Вивијан Љу         |
| Хеихачи Мишима | Таитен Кусуноки   | С. Хироши Ватанабе |
| Казуја Мишима  | Масанори Шинохара | Елиот              |
| Хвоаранг       | Тошијуки Морикава | Тод Хаберкорн      |
| Линг Сјаоју    | Маја Сакамото     | Феј Мата           |
| Пол Феникс     | Хочу Оцука        | Џејмисон Прајс     |
| Џулија Ченг    | Сеико Јошида      | Џини Тирадо        |
| Нина Вилијамс  | Јуми Тома         | Ерика Харлахер     |
| Ганрју         | Хиденари Угаки    | Ерл Бејлон         |
| Лирој Смит     | Јасухиро Кикучи   | Криз Калико        |
| Краљ           | Масајуки Хирај    | Ленадро Кано       |
| Огр            | —                 | Бил Батс           |
| Др Босконович  | —                 | Џејмисон Прајс     |
| Акико Миура    | Марија Исе        | Џуди Алис Ли       |

## Епизоде
| Бр. еп. | Наслов     | Редитељ        | Сценариста   | Премијера        |
| --- | ---------- | -------------- | ------------ | ---------------- |
| 1 | 1. епизода | Јошиказу Мијао | Гавин Хинајт | 18. август 2022. |
| Борац и научник Џин живи у кући на осами са својом мајком, све док након неочекиваног сусрета није присиљен да потражи свог тајанственог деду. |            |                |              |                  |
| 2 | 2. епизода | Јошиказу Мијао | Гавин Хинајт | 18. август 2022. |
| Џин започне напорну обуку коју води његов деда Хеихачи, чију знатижељу пробуде нестали борци и чудан артефакт.                                 |            |                |              |                  |
| 3 | 3. епизода | Јошиказу Мијао | Гавин Хинајт | 18. август 2022. |
| Након бројних година припрема, Џин и низ других бораца окупе се на турниру Краља гвоздене песнице. Џин открије мрачну историју своје породице. |            |                |              |                  |
| 4 | 4. епизода | Јошиказу Мијао | Гавин Хинајт | 18. август 2022. |
| Џин тешко контролипе свој гнев у рингу. Линг Сјаоју суочи се с хладнокрвним убицом.                                                            |            |                |              |                  |
| 5 | 5. епизода | Јошиказу Мијао | Гавин Хинајт | 18. август 2022. |
| Џин открије истину о Хеихачију и Огру. Како се крај турнира приближава, у ринг уђе неочекивани борац.                                          |            |                |              |                  |
| 6 | 6. епизода | Јошиказу Мијао | Гавин Хинајт | 18. август 2022. |
| Будући да му је прилика да се освети коначно надохват руке, Џин пусти паклени бес с ланца на свог последњег противника.                        |            |                |              |                  |